# Fontana del basilisco
La fontana del Basilisco di Malesco è stata costruita nel 2002 su disegno di Giorgio Cavalli. A pianta quadrangolare ispirata al fiore Potentilla tormentilla molto diffuso nel territorio nonché presente nello stemma comunale. La fontana parte dell'ecomuseo Ed Leuzerie e di Scherpelit.
I quattro petali costituiscono le vasche e i sepali le fontanelle orientate secondo i punti cardinali. Al centro è presente un grosso blocco in pietra ollare proveniente dalla locale valle Quarem. Al di sopra è stata collocata una scultura in bronzo rappresentante un basilisco (Berzelesk in dialetto locale), opera del milanese Luca di Francesco.  La tradizione popolare narra di avvistamenti nel territorio di Malesco e nella confinante Val Grande di questo animale.

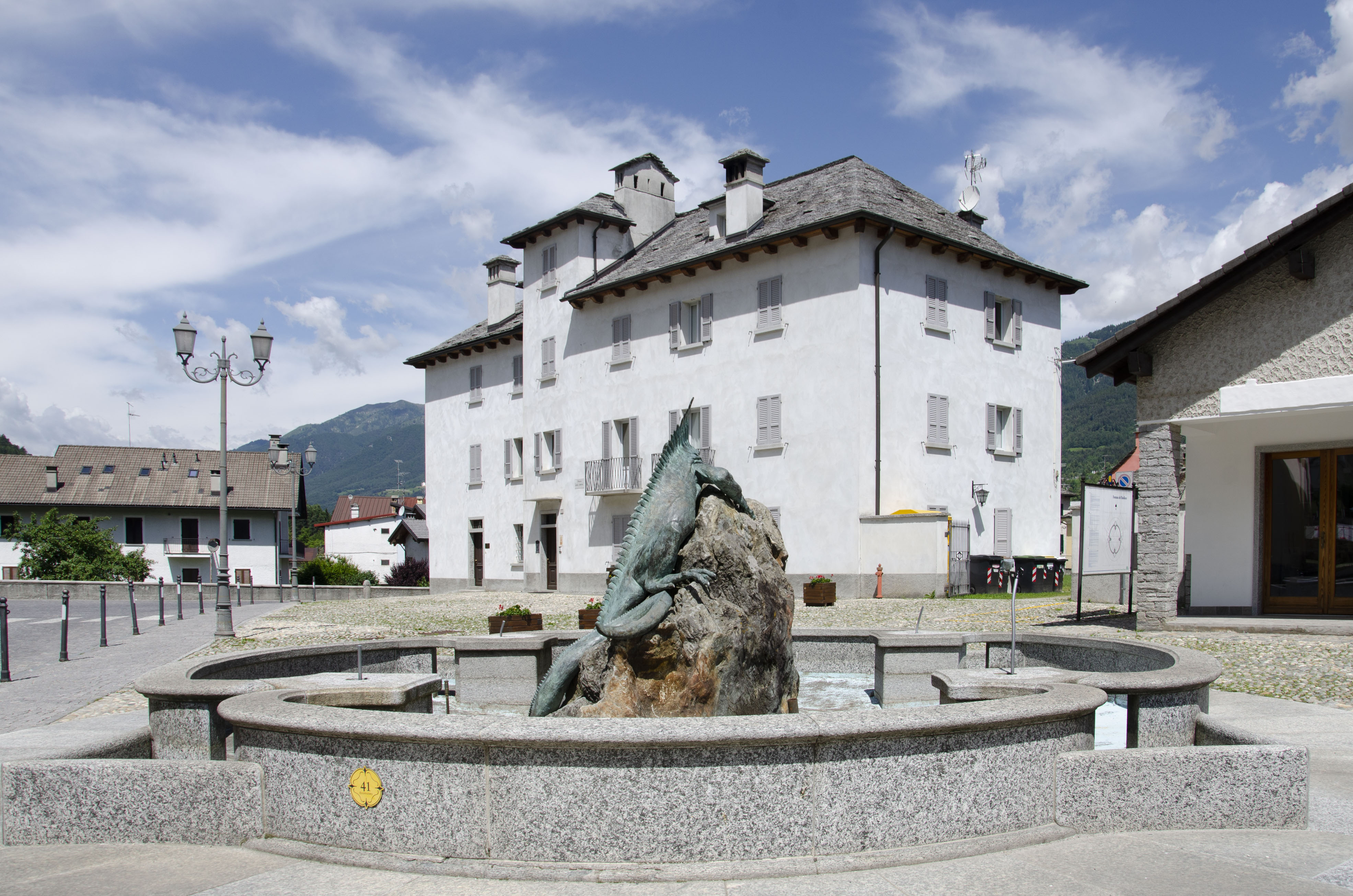
Fontana del basilisco e casa parrocchiale